# Uzan Eskandari
Uzan Eskandari (perski: اوزان اسكندري) – wieś w Iranie, w ostanie Azerbejdżan Zachodni. W 2006 roku miejscowość liczyła 333 mieszkańców w 83 rodzinach.